# Attore feticcio
In ambito cinematografico e teatrale si definisce attore feticcio un protagonista interprete di numerosi film o pièce diretti dallo stesso regista.
La reciproca collaborazione viene anche definita sodalizio artistico, benché quest'ultima definizione sia più generica e possa riguardare anche collaborazioni fra diversi operatori dello stesso settore (regista-sceneggiatore, regista-direttore della fotografia, regista-musicista, ecc.).

## Motivazioni

Fellini mentre dirige Marcello Mastroianni

Le motivazioni che spingono un regista a scegliere uno o più attori per opere, anche di generi diversi, possono essere molteplici: affidabilità, esperienza, reciproca e lunga conoscenza, se non vera e propria amicizia.
In certi casi il regista trova nel protagonista un suo alter ego sullo schermo (come Federico Fellini e Marcello Mastroianni), oppure un'attrice può incarnare un modello femminile (Alfred Hitchcock con Grace Kelly) se non addirittura l'icona di un genere vero e proprio: è il caso di John Ford con John Wayne, protagonista di ben 21 pellicole insieme (la maggior parte delle quali di genere western), o di Terence Fisher, noto regista della Hammer specializzato in horror, che ha diretto Peter Cushing in 15 film e Christopher Lee in 12, e non va dimenticato il sodalizio di Clint Eastwood con Sergio Leone.
Nel caso di un'attrice, spesso si usa anche la locuzione musa ispiratrice, anch'essa da intendersi in senso lato, essendo un termine che ha una più lunga tradizione in ambito artistico. Isabelle Huppert, ad esempio, è stata così definita da Claude Chabrol.
In questo caso, sono frequenti anche relazioni sentimentali oltre che professionali: tra le più note, Fellini e Giulietta Masina (6 film), Woody Allen con Mia Farrow (13 film prima della fine della loro relazione) e di molte altre coppie nella vita e nel lavoro, tra cui John Cassavetes e Gena Rowlands (7 film), di Roberto Benigni e Nicoletta Braschi (7 film) e di Jesús Franco e Lina Romay, nella cui carriera cinematografica (oltre 110 film) è stata diretta principalmente dal marito regista.
Un esempio particolare di "amore-odio", lo si trova invece nella lunga collaborazione tra Werner Herzog e Klaus Kinski (5 film insieme tra il 1972 e l'87) che diede anche vita ad un film-documentario sull'argomento, Kinski, il mio nemico più caro (1999), realizzato ad 8 anni dalla scomparsa dell'attore.

## Serie cinematografiche e film di genere
Per molti attori e registi la collaborazione è "d'obbligo" nel momento in cui inizia una serie cinematografica: Blake Edwards e Peter Sellers, ad esempio, nel ciclo de La Pantera Rosa, lavorano in 6 film assieme (il sesto film, per la morte dell'attore, venne montato con scene girate e scartate in precedenza).
Nella trilogia di Batman di Christopher Nolan, per citare un altro tra i moltissimi esempi, l'intero cast - personaggi femminili a parte - rimane pressoché invariato.
In questo contesto è opportuno segnalare le collaborazioni all'interno di film di genere: Roger Corman e Vincent Price ad esempio, hanno lavorato insieme in un ciclo di 6 film horror dell'AIP tra il 1960 e il 1965, in cui venivano adattati per il grande schermo racconti di Edgar Allan Poe.
Sergio Leone e Clint Eastwood, con i tre film della "trilogia del dollaro", hanno decretato la nascita dei western all'italiana e la ribalta internazionale per l'attore, prima caratterista di secondo piano.

## Lista delle principali collaborazioni tra registi e attori protagonisti
La seguente lista comprende i principali casi di attore feticcio della storia del cinema. In questa lista non sono compresi gli attori chiamati ad interpretare ruoli di caratterista o cameo.

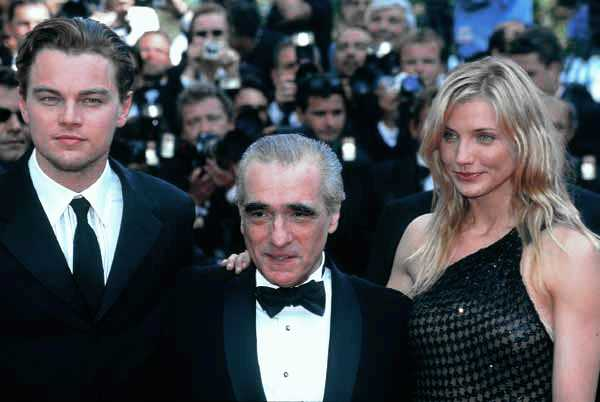
DiCaprio, Scorsese e Cameron Diaz a Cannes

In svariati casi infatti i registi scelgono alcuni attori, reputati di sicuro affidamento, per piccole parti o ruoli incisivi di co-protagonisti.

### Martin Scorsese: da De Niro a DiCaprio
Martin Scorsese e Robert De Niro hanno unito le loro carriere professionali per 9 film dalla metà degli anni settanta alla fine degli anni 2010 (da Mean Streets a The Irishman) ed è opinione comune della critica che il successo dell'uno sia per buona parte anche merito dell'altro. Dopo l'insuccesso di New York, New York (1977) e la crisi personale del regista fu De Niro che, in ospedale, portò l'autobiografia di Jake LaMotta da cui venne tratto il copione di Toro scatenato ed insistette con Scorsese perché si attuasse il progetto, all'inizio riluttante nei confronti di un film sul pugilato.
Nel caso di Scorsese si tratta di un vero e proprio modus operandi, visto che dopo De Niro il regista si è rivolto ad un altro attore italoamericano, Leonardo DiCaprio (indicato più volte da De Niro come suo "erede"): al momento sono 5 i film insieme, tra cui l'unico Oscar di Scorsese The Departed - Il bene e il male.
- Martin Scorsese / Robert De Niro (1973-2023)
  - Mean Streets - Domenica in chiesa, lunedì all'inferno (Mean Streets) (1973)
  - Taxi Driver (1976)
  - New York, New York (1977)
  - Toro scatenato (Raging Bull) (1980)
  - Re per una notte (The King of Comedy) (1983)
  - Quei bravi ragazzi (Goodfellas) (1990)
  - Cape Fear - Il promontorio della paura (Cape Fear) (1991)
  - Casinò (Casino) (1995)
  - The Irishman (2019)
  - Killers of the Flower Moon (2023)
- Martin Scorsese / Leonardo DiCaprio (2002-2023)
  - Gangs of New York (2002)
  - The Aviator (2004)
  - The Departed - Il bene e il male (The Departed) (2006)
  - Shutter Island (2009)
  - The Wolf of Wall Street (2013)
  - Killers of the Flower Moon (2023)
- Martin Scorsese / Harvey Keitel (1969-2019)
  - Chi sta bussando alla mia porta (Who's That Knocking at My Door) (1969)
  - Mean Streets - Domenica in chiesa, lunedì all'inferno (Mean Streets) (1973)
  - Alice non abita più qui (Alice Doesn't Live Here Anymore) (1975)
  - Taxi Driver (1976)
  - L'ultima tentazione di Cristo (The Last Temptation of Christ) (1988)
  - The Irishman (2019)
- Martin Scorsese / Joe Pesci (1980-2019)
  - Toro scatenato (Raging Bull) (1980)
  - Quei bravi ragazzi (Goodfellas) (1990)
  - Casinò (Casino) (1995)
  - The Irishman (2019)

### Tim Burton, Johnny Depp e Helena Bonham Carter
Il regista Tim Burton inizialmente, dopo aver stretto collaborazione con gli attori Winona Ryder (con il quale collaborò a 2 film) e Michael Keaton (all'attivo una collaborazione di tre film, fra cui i primi due episodi di Batman e Batman - Il ritorno) scelse Johnny Depp che diventò il suo attore feticcio preferito, a cui successivamente si affiancherà nelle pellicole l'attrice Helena Bonham Carter che diventerà anche la sua compagna di vita. In un'intervista concessa dopo l'uscita del sesto film con Depp, descrisse il rapporto che aveva con l'attore, affermando che in un'occasione lo contattò 5 anni prima della realizzazione del film Sweeney Todd - Il diabolico barbiere di Fleet Street. Si era supposto che Depp idealizzasse una sorta di alter ego del regista, ipotesi poi negata da Burton stesso.
- Tim Burton / Johnny Depp (1990-2012)
  - Edward mani di forbice (Edward Scissorhands) (1990)
  - Ed Wood (1994)
  - Il mistero di Sleepy Hollow (Sleepy Hollow) (1999)
  - La fabbrica di cioccolato (Charlie and the Chocolate Factory) (2005)
  - La sposa cadavere (Corpse Bride) (2005)
  - Sweeney Todd - Il diabolico barbiere di Fleet Street (Sweeney Todd: The Demon Barber of Fleet Street) (2007)
  - Alice in Wonderland (2010)
  - Dark Shadows (2012)
- Tim Burton / Helena Bonham Carter (2001-2012)
  - Planet of the Apes - Il pianeta delle scimmie (Planet of the Apes) (2001)
  - Big Fish (2003)
  - La fabbrica di cioccolato (Charlie and the Chocolate Factory) (2005)
  - La sposa cadavere (Corpse Bride) (2005)
  - Sweeney Todd - Il diabolico barbiere di Fleet Street (Sweeney Todd: The Demon Barber of Fleet Street) (2007)
  - Alice in Wonderland (2010)
  - Dark Shadows (2012)

### Josef von Sternberg e Marlene Dietrich (1930-1935)
(Marlene Dietrich parla di Josef von Sternberg)
L'incontro fra Marlene Dietrich e Josef von Sternberg passò inosservato: il regista era alla ricerca di un'attrice per la parte di Lola Lola nel film L'angelo azzurro e l'aveva scartata come tutte le attrici a lui presentate per la parte ma un giorno vedendo Zwei Krawatten per assistere alle prestazioni di Hans Albers e Rosa Valetti notò la Dietrich. Da allora diventerà il suo mentore modellandola per le parti dei film.
- L'angelo azzurro (Der Blaue Engel) (1930)
- Marocco (Morocco) (1930)
- Disonorata (Dishonored) (1931)
- Shanghai Express (1932)
- Venere bionda (Blonde Venus) (1932)
- L'imperatrice Caterina (The Scarlet Empress) (1934)
- Capriccio spagnolo (The Devil is a Woman) (1935)

### Henry King e Tyrone Power (1936-1957)
- I Lloyds di Londra (Lloyds of London) (1936)
- L'incendio di Chicago (In Old Chicago) (1937)
- Jess il bandito (Jesse James) (1939)
- Il cigno nero (The Black Swan) (1942)
- Il capitano di Castiglia (Captain from Castile) (1947)
- Il principe delle volpi (Prince of Foxes) (1949)
- Il sole sorgerà ancora (The Sun Also Rises) (1957)

### Sydney Pollack e Robert Redford (1966-1990)
- Questa ragazza è di tutti (This Property Is Condemned) (1966)
- Corvo rosso non avrai il mio scalpo! (Jeremiah Johnson) (1972)
- Come eravamo (The Way We Were) (1973)
- I tre giorni del Condor (Three Days of the Condor) (1975)
- Il cavaliere elettrico (The Electric Horseman) (1979)
- La mia Africa (Out of Africa) (1985)
- Havana (1990)

### Raoul Walsh ed Errol Flynn (1941-1948)

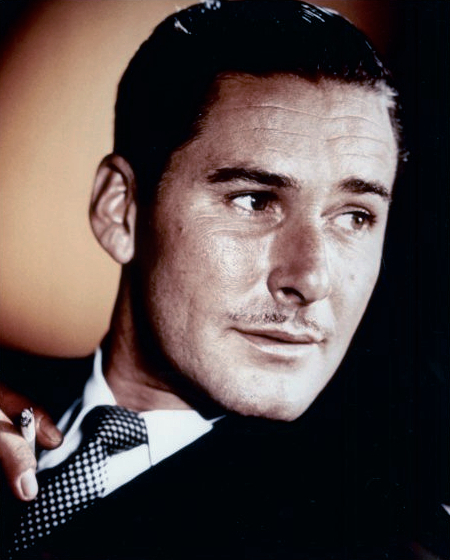
Errol Flynn

La collaborazione fra Errol Flynn (il barone come lo chiamava lo stesso Walsh) e lo zio Raoul Walsh iniziò nel 1941 e da allora si realizzò una stretta collaborazione, che li portò alla creazione di sette film in sette anni.
- La storia del generale Custer (They Died with Their Boots On) (1941)
- L'avventura impossibile (Desperate Journey) (1942)
- Il sentiero della gloria (Gentleman Jim) (1942)
- L'ostaggio (Northern Pursuit) (1943)
- Tre giorni di gloria (Uncertain Glory) (1944)
- Obiettivo Burma! (Objective, Burma!) (1944)
- Sul fiume d'argento (Silver River) (1948)

### Ingmar Bergman: Max Von Sydow e Liv Ullmann
- Ingmar Bergman / Max von Sydow (1957-1971)
  - Il settimo sigillo (Det sjunde inseglet) (1957)
  - Il posto delle fragole (Smultronstället) (1957)
  - Il volto (Ansiktet) (1958)
  - Rabies (1958)
  - Alle soglie della vita (Nära livet) (1958)
  - La fontana della vergine (Jungfrukällan) (1960)
  - Come in uno specchio (Sasom i en Spegel) (1961)
  - Luci d'inverno (Nattvasgadsterna) (1962)
  - La vergogna (Skammen) (1968)
  - L'ora del lupo (Vargtimmen) (1968)
  - Passione (En Passion) (1969)
  - L'adultera (Beröringen) (1971)
- Ingmar Bergman / Liv Ullmann (1966-2003)
  - Persona (1966)
  - La vergogna (Skammen) (1968)
  - Sussurri e grida (Viskningar och rop) (1972)
  - Scene da un matrimonio (Scener ur ett äktenskap) (1973)
  - L'immagine allo specchio (Ansikte mot ansikte) (1976)
  - L'uovo del serpente (The Serpent's Egg) (1977)
  - Sinfonia d'autunno (Höstsonaten) (1978)
  - Sarabanda (Saraband) (2003) (TV)

### Vittorio De Sica
- Vittorio De Sica / Sophia Loren (1960-1974)
  - La ciociara (1960)
  - I sequestrati di Altona (1962)
  - Boccaccio '70 (segmento "La riffa", 1962)
  - Ieri, oggi e domani (1963)
  - Matrimonio all'italiana (1964)
  - I girasoli (1970)
  - Il viaggio (1974)
- Vittorio De Sica / Marcello Mastroianni (1963-1970)
  - Ieri, oggi e domani (1963)
  - Matrimonio all'italiana (1964)
  - Amanti (1968)
  - I girasoli (1970)

### Alfred Hitchcock
Creatore di indimenticabili personaggi femminili, il regista Alfred Hitchcock man mano che approfondiva la conoscenza dell'attrice Ingrid Bergman, la trovava così affascinante che andava delineando il progetto di affidarle la parte centrale di una serie di film in cui apparissero “le molteplici facce della personalità femminile”. Nacque così la trilogia Io ti salverò, Notorious, Il peccato di Lady Considine.
Perduta la Bergman, impegnata con Roberto Rossellini, Hitchcock cercò una nuova interprete per i suoi film, capace di ispirarlo: “con la sua fredda, elegante bellezza, la sua lieve traccia di passione nascosta, i suoi guizzi di spirito – e la volontaria sottomissione alla sua guida - Grace Kelly era la risposta al suo gusto professionale e alle sue fantasie personali”.
Sul fronte maschile, Hitchcock trova in James Stewart e Cary Grant i suoi interpreti ideali: protagonisti di ben quattro film ciascuno, con essi veniva rappresentata la duplice immagine dell'identità di un artista: quello che è e quello che vorrebbe essere.
James Stewart, teorico dell'omicidio in Nodo alla gola, “voyeur” ne La finestra sul cortile, marito e padre protettivo ma anche manipolatore ne L'uomo che sapeva troppo, inseguitore ossessionato e romantico de La donna che visse due volte, era il suo "alter ego", abbastanza attraente da essere amato dal pubblico.
Cary Grant, seduttore gentile e irresponsabile ne Il sospetto, poliziotto salvatore innamorato in Notorious - L'amante perduta, ex ladro accusato ingiustamente in Caccia al ladro, pubblicitario, inconsapevole doppio di un agente segreto, trascinato in una storia di spionaggio in Intrigo internazionale, era l'incarnazione di un modello ideale.
- Alfred Hitchcock / Cary Grant (1941-1959)
  - Il sospetto (1941)
  - Notorious - L'amante perduta (1946)
  - Caccia al ladro (1955)
  - Intrigo internazionale (1959)
- Alfred Hitchcock / James Stewart (1948-1958)
  - Nodo alla gola (1948)
  - La finestra sul cortile (1954)
  - L'uomo che sapeva troppo (1956)
  - La donna che visse due volte (1958)
- Alfred Hitchcock / Ingrid Bergman (1945-1947)
  - Io ti salverò (1945)
  - Notorious - L'amante perduta (1946)
  - Il peccato di Lady Considine (1949)
- Alfred Hitchcock / Grace Kelly (1954-1955)
  - Il delitto perfetto (1954)
  - La finestra sul cortile (1954)
  - Caccia al ladro (1955)

### Akira Kurosawa e Toshiro Mifune (1948-1965)
Nel 1948 con L'angelo ubriaco inizia la carriera di Toshirō Mifune, nota soprattutto per la lunga collaborazione con il regista Akira Kurosawa, L'attività svolta insieme portò il cinema giapponese all'attenzione internazionale, con diversi tentativi di imitazione.
- L'angelo ubriaco (Yoidore tenshi) (1948)
- Il duello silenzioso (Shizukanaru ketto) (1949)
- Cane randagio (Nora inu) (1949)
- Scandalo (Shubun) (1950)
- Rashomon (1950)
- L'idiota (Hakuchi) (1951)
- I sette samurai (Shichinin no samurai) (1954)
- Testimonianza di un essere vivente (Ikimono no kiroku) (1955)
- Il trono di sangue (Kumonosu-jō) (1957)
- I bassifondi (Donzoko) (1957)
- La fortezza nascosta (Kakushi toride no san-akunin) (1958)
- I cattivi dormono in pace (Warui yatsu hodo yoku nemuru) (1960)
- La sfida del samurai (Yōjinbō) (1961)
- Sanjuro (Tsubaki Sanjūrō) (1962)
- Anatomia di un rapimento (Tengoku to jigoku) (1963)
- Barbarossa (Akahige) (1965)

### Anthony Mann e James Stewart (1950-1955)
- Winchester '73 (1950)
- Là dove scende il fiume (1952)
- Lo sperone nudo (1953)
- La baia del tuono (1953)
- La storia di Glenn Miller (1954)
- Terra lontana (1955)
- Aquile nell'infinito (1955)
- L'uomo di Laramie (1955)

### Budd Boetticher e Randolph Scott (1956-1960)
- I sette assassini (1956)
- I tre banditi (1957)
- Decisione al tramonto (1957)
- Il cavaliere solitario (1958)
- L'oro della California (1958)
- L'albero della vendetta (1959)
- La valle dei mohicani (1960)

### Billy Wilder con Jack Lemmon (1959-1981) e William Holden (1950-1978)
La collaborazione artistica fra l'attore Jack Lemmon e il regista Billy Wilder viene definita come una delle più celebri di Hollywood,. Wilder progettava un film pensando ad un attore ben preciso e proprio su Lemmon aveva ideato il protagonista de L'appartamento (1960), dopo averlo avuto nel cast del film girato l'anno precedente A qualcuno piace caldo.
- Billy Wilder / Jack Lemmon (1959-1981)
  - A qualcuno piace caldo (Some Like It Hot) (1959)
  - L'appartamento (The Apartment) (1960)
  - Irma la dolce (Irma la Douce) (1963)
  - Non per soldi... ma per denaro (The Fortune Cookie) (1966)
  - Che cosa è successo tra mio padre e tua madre? (Avanti!) (1972)
  - Prima pagina (The Front Page) (1974)
  - Buddy Buddy (1981)
- Billy Wilder / William Holden (1950-1978)
  - Viale del tramonto (Sunset Boulevard) (1950)
  - Stalag 17 (1953)
  - Sabrina (1954)
  - Fedora (1978)

### George Cukor: Katharine Hepburn e Spencer Tracy
- George Cukor / Katharine Hepburn (1932-1952)
  - Febbre di vivere (A Bill of Divorcement) (1932)
  - Piccole donne (Little Women) (1933)
  - Il diavolo è femmina (Sylvia Scarlett) (1935)
  - Incantesimo (Holiday) (1938)
  - Scandalo a Filadelfia (The Philadelphia Story) (1940)
  - Prigioniera di un segreto (Keeper of the Flame) (1942)
  - La costola di Adamo (Adam's Rib) (1949)
  - Lui e lei (Pat and Mike) (1952)
- George Cukor / Spencer Tracy (1942-1953)
  - Prigioniera di un segreto (Keeper of the Flame) (1942)
  - Edoardo mio figlio (Edward, My Son) (1949)
  - La costola di Adamo (Adam's Rib) (1949)
  - Lui e lei (Pat and Mike) (1952)
  - L'attrice (The Actress) (1953)

### Federico Fellini: Giulietta Masina e Marcello Mastroianni

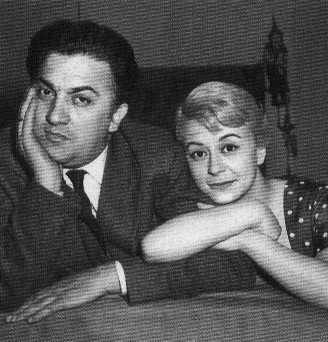
Fellini e Giulietta Masina

- Federico Fellini / Marcello Mastroianni (1960-1987)
- La dolce vita (1960)
- 8½ (1963)
- La città delle donne (1980)
- Ginger e Fred (1985)
- Intervista (1987)
- Federico Fellini / Giulietta Masina (1950-1985)
- Luci del varietà (1950)
- Lo sceicco bianco (1952)
- La strada (1954)
- Il bidone (1955)
- Le notti di Cabiria (1957)
- Giulietta degli spiriti (1965)
- Ginger e Fred (1985)

### Michelangelo Antonioni e Monica Vitti (1959-1980)
- L'avventura (1959)
- La notte (1961)
- L'eclisse (1962)
- Il deserto rosso (1964)
- Il mistero di Oberwald (1980)

### Don Siegel e Clint Eastwood (1968-1979)
L'incontro fra Clint Eastwood con Don Siegel segnò una svolta nella carriera dell'allora giovane attore, già protagonista della trilogia del dollaro di Sergio Leone: Eastwood imparò molto da Siegel, in particolare molte tecniche cinematografiche. In seguito Eastwood, a sua volta nei panni di regista, ricorderà con affetto i registi con cui collaborò, dimostrandosi riconoscente nell'occasione de Gli spietati (1992) dedicando la pellicola a Don Siegel e Sergio Leone. Del regista italiano, Eastwood ricorda il primo incontro, quando avevano difficoltà di comprensione in quanto nessuno conosceva una parola della lingua dell'altro.
- L'uomo dalla cravatta di cuoio (Coogan's bluff) (1968)
- Gli avvoltoi hanno fame (Two mules for Sister Sara) (1969)
- La notte brava del soldato Jonathan (The Beguiled) (1971)
- Ispettore Callaghan: il caso Scorpio è tuo! (Dirty Harry) (1971)
- Fuga da Alcatraz (Escape from Alcatraz) (1979)

### Werner Herzog e Klaus Kinski (1972-1999)
- Aguirre, furore di Dio (Aguirre, der Zorn Gottes) (1972)
- Nosferatu, il principe della notte (Nosferatu: Phantom der Nacht) (1979)
- Woyzeck (1979)
- Fitzcarraldo (1982)
- Cobra Verde (1987)
- Kinski, il mio nemico più caro (Mein liebster Feind - Klaus Kinski) (1999)

### Lina Wertmuller e Giancarlo Giannini (1966-2001)
- Rita la zanzara (1966)
- Non stuzzicate la zanzara (1967)
- Mimì metallurgico ferito nell'onore (1972)
- Film d'amore e d'anarchia - Ovvero "Stamattina alle 10 in via dei Fiori nella nota casa di tolleranza..." (1973)
- Travolti da un insolito destino nell'azzurro mare d'agosto (1974)
- Pasqualino Settebellezze (1975)
- Fatto di sangue fra due uomini per causa di una vedova. Si sospettano moventi politici (1978)
- La fine del mondo nel nostro solito letto in una notte piena di pioggia (1978)
- Francesca e Nunziata (2001)

### Bob Rafelson e Jack Nicholson (1968-1996)
(Jack Nicholson parla con Bob Rafelson)
Jack Nicholson diventerà un grande amico del regista Bob Rafelson. Il loro incontro avvenne durante la proiezione di un film sottotitolato, insieme ad altri; al termine, gli unici che avevano apprezzato l'opera applaudendo erano stati solo loro due, da qui nacque la loro lunga collaborazione.
- Sogni perduti - Head (Head) (1968)
- Cinque pezzi facili (Five Easy Pieces) (1970)
- Il re dei giardini di Marvin (The King of Marvin Gardens) (1972)
- Il postino suona sempre due volte (The Postman Always Rings Twice) (1981)
- La gatta e la volpe (Man Trouble) (1992)
- Blood & Wine (Blood and Wine) (1996)

### Woody Allen e le sue attrici
Il regista Woody Allen spesso ha scelto come attrice protagonista la sua compagna nella vita, Diane Keaton con cui ha avuto un lungo rapporto. Allen incentrava la sua creazione sulla sua musa, come nel caso di Io e Annie (1977), che frutta ad Allen tre premi Oscar 1978 e alla Keaton quello per la "miglior attrice protagonista". Il film è interamente dedicato alla Keaton: il personaggio di Annie Hall, la protagonista, ha il vero cognome di Keaton, che la interpreta, il cui vero nome è proprio Diane Hall. Altra lunga relazione, durata 12 anni, la ebbe con Mia Farrow, per la quale scrive appositamente per lei Una commedia sexy in una notte di mezza estate (1982), insieme collaboreranno per 13 film. Altre sue muse saranno Dianne Wiest, Judy Davis e Scarlett Johansson
- Woody Allen / Diane Keaton (1971-1993)
  - Men of Crisis: The Harvey Wallinger Story (1971)
  - Provaci ancora, Sam (Play It Again, Sam) (1972), regia di Herbert Ross
  - Il dormiglione (Sleeper) (1973)
  - Amore e guerra (Love and Death) (1975)
  - Io e Annie (Annie Hall) (1977)
  - Interiors (1978)
  - Manhattan (1979)
  - Radio Days (1987)
  - Misterioso omicidio a Manhattan (Manhattan Murder Mystery) (1993)
- Woody Allen / Mia Farrow (1982-1992)
  - Una commedia sexy in una notte di mezza estate (A Midsummer Night's Sex Comedy) (1982)
  - Zelig (1983)
  - Broadway Danny Rose (1984)
  - La rosa purpurea del Cairo (The Purple Rose of Cairo) (1985)
  - Hannah e le sue sorelle (Hannah and Her Sisters) (1986)
  - Settembre (September) (1987)
  - Radio Days (1987)
  - Un'altra donna (Another Woman) (1988)
  - Crimini e misfatti (Crimes and Misdemeanors) (1989)
  - New York Stories (1989)
  - Alice (1990)
  - Ombre e nebbia (Shadows and Fog) (1991)
  - Mariti e mogli (Husbands and Wives) (1992)
- Woody Allen / Dianne Wiest (1985-1994)
  - La rosa purpurea del Cairo (The Purple Rose of Cairo) (1985)
  - Hannah e le sue sorelle (Hannah and Her Sisters) (1986)
  - Settembre (September) (1987)
  - Radio Days (1987)
  - Pallottole su Broadway (Bullets Over Broadway) (1994)
- Woody Allen / Judy Davis (1990-2012)
  - Alice (1990)
  - Mariti e mogli (1992)
  - Harry a pezzi (1997)
  - Celebrity (1998)
  - To Rome with Love (2012)
- Woody Allen / Scarlett Johansson (2005-2008)
  - Match Point (2005)
  - Scoop (2006)
  - Vicky Cristina Barcelona (2008)
- Woody Allen / Kathy Bates
  - Ombre e nebbia (1991)
  - Midnight in Paris (2011)
- Woody Allen / Rebecca Hall
  - Vicky Cristina Barcelona (2008)
  - Un giorno di pioggia a New York (2019)
- Woody Allen / Patricia Clarkson
  - Vicky Cristina Barcelona (2008)
  - Basta che funzioni (2009)
- Woody Allen / Emma Stone
  - Magic in the Moonlight (2014)
  - Irrational Man (2015)

### Joel e Ethan Coen (1984-in corso)
I due registi-sceneggiatori-produttori hanno lavorato più volte con gli attori John Goodman, John Turturro, Frances McDormand (moglie di Joel Coen che ha conosciuto durante il loro primo film Blood Simple - Sangue facile), Steve Buscemi, George Clooney, Jon Polito, Jeff Bridges, Josh Brolin, Tilda Swinton, Holly Hunter, Scarlett Johansson, J. K. Simmons, Richard Jenkins e Billy Bob Thornton.
La moglie di Ethan Coen è la montatrice Tricia Cooke che ha lavorato in 7 loro film (Crocevia della morte, Barton Fink - È successo a Hollywood, Mister Hula Hoop, Fargo (film), Il grande Lebowski, Fratello, dove sei? e L'uomo che non c'era).
Il compositore Carter Burwell ha composto la musica di tutti i loro film eccetto Fratello, dove sei? e A proposito di Davis (in cui entrambi è la musica folk al centro della narrazione) e direttore della fotografia Roger Deakins ha lavorato con i Coen in 11 dei loro film.
- Joel e Ethan Coen / John Goodman
  - Arizona Junior
  - Barton Fink - È successo a Hollywood
  - Mister Hula Hoop
  - Il grande Lebowski
  - Fratello, dove sei?
  - A proposito di Davis
- Joel e Ethan Coen / John Turturro
  - Crocevia della morte
  - Barton Fink - È successo a Hollywood
  - Il grande Lebowski
  - Fratello, dove sei?
  - Romance & Cigarettes (Turturro regista, Coen produttori)
- Joel e Ethan Coen / Frances McDormand
  - Blood Simple - Sangue facile
  - Arizona Junior
  - Crocevia della morte
  - Barton Fink - È successo a Hollywood (cameo)
  - Fargo
  - L'uomo che non c'era
  - Burn After Reading - A prova di spia
  - Ave, Cesare!
  - Macbeth
- Joel e Ethan Coen / Steve Buscemi
  - Crocevia della morte
  - Barton Fink - È successo a Hollywood
  - Mister Hula Hoop
  - Fargo
  - Il grande Lebowski
  - Paris, je t'aime (cortometraggio 'Tuileries')
- Joel e Ethan Coen / George Clooney
  - Fratello, dove sei?
  - Prima ti sposo poi ti rovino
  - Burn After Reading - A prova di spia
  - Ave, Cesare!
  - Suburbicon (diretto da Clooney e scritto nel 1986 dai Coen)
- Joel e Ethan Coen / Jon Polito
  - Crocevia della morte
  - Barton Fink - È successo a Hollywood
  - Mister Hula Hoop
  - Il grande Lebowski
  - L'uomo che non c'era
- Joel e Ethan Coen / Jeff Bridges
  - Il grande Lebowski
  - Il Grinta
- Joel e Ethan Coen / Josh Brolin
  - Chacun son cinéma (cortometraggio 'WorldCinema')
  - Non è un paese per vecchi
  - Il Grinta
  - Ave, Cesare!
  - Suburbicon (2017) (diretto da George Clooney e scritto dai Coen)
- Joel e Ethan Coen / Tilda Swinton
  - Burn After Reading - A prova di spia
  - Ave, Cesare!
- Joel e Ethan Coen / Holly Hunter
  - Blood Simple - Sangue facile (cameo)
  - Arizona Junior
  - Fratello, dove sei?
- Joel e Ethan Coen / Scarlett Johansson
  - L'uomo che non c'era
  - Ave, Cesare!
- Joel e Ethan Coen / J. K. Simmons
  - Ladykillers
  - Burn After Reading - A prova di spia
  - Il Grinta (cameo)
- Joel e Ethan Coen / Richard Jenikins
  - L'uomo che non c'era
  - Prima ti sposo poi ti rovino
  - Burn After Reading - A prova di spia
- Joel e Ethan Coen / Billy Bob Thornton
  - L'uomo che non c'era
  - Prima ti sposo poi ti rovino
  - Fargo (tratta dal loro film e di cui sono produttori)
  - Babbo bastardo (di cui sono solo produttori)
- Joel e Ethan Coen / Matt Damon
  - Il Grinta
  - Suburbicon (2017) (diretto da George Clooney e scritto dai Coen)
- Joel e Ethan Coen / Julianne Moore
  - Il grande Lebowski
  - Suburbicon (2017) (diretto da George Clooney e scritto dai Coen)
- Joel e Ethan Coen / Oscar Isaac
  - A proposito di Davis
  - Suburbicon (2017) (diretto da George Clooney e scritto dai Coen)

### Quentin Tarantino: daLe ieneaC'era una volta a... Hollywood
Fin dal suo primo film (Le iene, 1992), Quentin Tarantino ha selezionato un ristretto numero di attori che, in seguito, ha utilizzato anche per altre pellicole, a volte con ruoli principali, altre volte come caratteristi.
Dal cast principale de Le iene, Tarantino ha scelto in seguito Tim Roth anche per Pulp Fiction (1994) e nel recente The Hateful Eight (2015) (e con una parte tagliata nel suo ultimo film uscito C'era una volta a... Hollywood) e Michael Madsen per la serie di Kill Bill: Volume 1 (2003) e Kill Bill: Volume 2 (2004) e anch'egli per The Hateful Eight e C'era una volta a... Hollywood.
Dalla pellicola che lo ha consacrato, Pulp Fiction (1994), Tarantino ha invece scelto due attori su tutti, Samuel L. Jackson e Uma Thurman, che in seguito hanno collaborato più volte ai suoi film: 6 volte Jackson (contando anche la voce narrante in Bastardi senza gloria, 2009) e 2 volte la Thurman, con un ruolo chiave, quella della Sposa/Black Mamba protagonista dei 2 Kill Bill.
Vanno segnalati anche Kurt Russell, protagonista di due pellicole: Grindhouse - A prova di morte (2007) e The Hateful Eight e comparsa in C'era una volta a... Hollywood e Zoë Bell, apparsa in Grindhouse - A prova di morte e in ruoli nettamente minori in Django Unchained, The Hateful Eight e C'era una volta a... Hollywood, (nonché controfigura di Uma Thurman in entrambi i capitoli di Kill Bill).
- Quentin Tarantino / Samuel L. Jackson (1994-2015)
  - Pulp Fiction (1994)
  - Jackie Brown (1997)
  - Kill Bill: Volume 2 (2004, cameo)
  - Bastardi senza gloria (2009, narratore)
  - Django Unchained (2012)
  - The Hateful Eight (2015)
- Quentin Tarantino / Tim Roth (1992-2019)
  - Le iene (1992)
  - Pulp Fiction (1994)
  - Four Rooms (1995)
  - The Hateful Eight (2015)
  - C'era una volta a... Hollywood (2019, parte tagliata)
- Quentin Tarantino / Michael Madsen (1992-2019)
  - Le iene (1992)
  - Kill Bill: Volume 1 (2003)
  - Kill Bill: Volume 2 (2004)
  - The Hateful Eight (2015)
  - C'era una volta a... Hollywood (2019)
- Quentin Tarantino / Uma Thurman (1994-2004)
  - Pulp Fiction (1994)
  - Kill Bill: Volume 1 (2003)
  - Kill Bill: Volume 2 (2004)
- Quentin Tarantino / Kurt Russell (2007-2019)
  - Grindhouse - A prova di morte (2007)
  - The Hateful Eight (2015)
  - C'era una volta a... Hollywood (2019)
- Quentin Tarantino / Zoë Bell (2003-2019)
  - Kill Bill: Volume 1 (2003, controfigura)
  - Kill Bill: Volume 2 (2004, controfigura)
  - Grindhouse - A prova di morte (2007)
  - Django Unchained (2012)
  - The Hateful Eight (2015)
  - C'era una volta a... Hollywood (2019)

### Roberto Benigni e Nicoletta Braschi (1983-2005)
L'attrice Nicoletta Braschi non solo è la moglie del regista-attore Roberto Benigni ma viene considerata anche la sua musa ispiratrice, affermazione confermata dallo stesso Benigni in un'intervista, dove aggiunse che la scelta di utilizzarla nei suoi film è dovuta anche alla sua bravura nel recitare.
- Tu mi turbi (1983)
- Il piccolo diavolo (1988)
- Johnny Stecchino (1991)
- Il mostro (1994)
- La vita è bella (1997)
- Pinocchio (2002)
- La tigre e la neve (2005)

### Pedro Almodóvar
- Pedro Almodóvar / Antonio Banderas (1982-2019)
  - Labirinto di passioni (Laberinto de pasiones) (1982)
  - Matador (1986)
  - La legge del desiderio (La ley del deseo) (1987)
  - Donne sull'orlo di una crisi di nervi (Mujeres al borde de un ataque de nervios) (1988)
  - Légami! (Atame!) (1989)
  - La pelle che abito (La piel que habito) (2011)
  - Gli amanti passeggeri (Los amantes pasajeros) (2013)
  - Dolor y gloria (2019)
- Pedro Almodóvar / Penélope Cruz (1997-2021)
  - Carne trémula (Carne trémula) (1997)
  - Tutto su mia madre (Todo sobre mi madre) (1999)
  - Volver (2006)
  - Gli abbracci spezzati (Los abrazos rotos) (2009)
  - Gli amanti passeggeri (Los amantes pasajeros) (2013)
  - Dolor y gloria (2019)
  - Madres paralelas (2021)
- Pedro Almodóvar / Chus Lampreave (1983-2006)
  - L'indiscreto fascino del peccato (Entre tinieblas) (1983)
  - Che ho fatto io per meritare questo? (¿Qué he hecho yo para merecer esto!!) (1984)
  - Matador (1986)
  - Légami! (¡Átame!) (1989)
  - Donne sull'orlo di una crisi di nervi (Mujeres al borde de un ataque de nervios) (1988)
  - Il fiore del mio segreto (La flor de mi secreto) (1995)
  - Parla con lei (Hable con ella) (2001)
  - Volver (2006)
- Pedro Almodóvar / Carmen Maura (1980-2006)
  - Pepi, Luci, Bom e le altre ragazze del mucchio (Pepi, Luci, Bom y otras chicas del montón) (1980)
  - L'indiscreto fascino del peccato (Entre tinieblas) (1983)
  - Che ho fatto io per meritare questo? (¿Qué he hecho yo para merecer esto!!) (1984)
  - Matador (1986)
  - La legge del desiderio (La ley del deseo) (1987)
  - Donne sull'orlo di una crisi di nervi (Mujeres al borde de un ataque de nervios) (1988)
  - Volver (2006)
- Pedro Almodóvar / Marisa Paredes (1983-2011)
  - L'indiscreto fascino del peccato (Entre tinieblas) (1983)
  - Tacchi a spillo (Tacones lejanos) (1991)
  - Il fiore del mio segreto (La flor de mi secreto) (1995)
  - Tutto su mia madre (Todo sobre mi madre) (1999)
  - La pelle che abito (La piel que habito) (2011)
- Pedro Almodóvar / Cecilia Roth (1980-2019)
  - Pepi, Luci, Bom e le altre ragazze del mucchio (Pepi, Luci, Bom y otras chicas del montón) (1980)
  - Labirinto di passioni (Laberinto de pasiones) (1982)
  - L'indiscreto fascino del peccato (Entre tinieblas) (1983)
  - Che ho fatto io per meritare questo? (¿Qué he hecho yo para merecer esto!!) (1984)
  - Tutto su mia madre (Todo sobre mi madre) (1999)
  - Parla con lei (Hable con ella) (2002) - non accreditato
  - Gli amanti passeggeri (Los amantes pasajeros) (2013)
  - Dolor y gloria (2019)

### John Ford e John Wayne (1928-1963)
Il regista John Ford diventò amico di John Wayne quando l'attore era sconosciuto, ai tempi in cui il regista si occupava di L'ultima gioia e iniziarono una lunga collaborazione durata ben 21 film.
- La casa del boia (1928)
- La canzone della mamma (Mother Machree) (1928)
- L'ultima gioia (Four Sons) (1928)
- Saluto militare (Salute) (1929) - non accreditato
- La guardia nera (The Black Watch ) (1929)
- Il sottomarino (Men Without Women) (1930)
- Temerario nato (Born Reckless) (1930)
- Ombre rosse (Stagecoach) (1939)
- Lungo viaggio di ritorno (The Long Voyage Home) (1940)
- I sacrificati (They Were Expendable) (1945)
- In nome di Dio (The Three Godfathers) (1948)
- Il massacro di Fort Apache (Fort Apache) (1948)
- I cavalieri del Nord Ovest (She Wore a Yellow Ribbon) (1949)
- Rio Bravo (Rio Grande) (1950)
- Un uomo tranquillo (The Quiet Man) (1952)
- Sentieri selvaggi (The Searchers) (1956)
- Le ali delle aquile (The Wings of Eagles) (1957)
- Soldati a cavallo (The Horse Soldiers) (1959)
- L'uomo che uccise Liberty Valance (The Man Who Shot Liberty Valance) (1962)
- La conquista del West (How the West Was Won) (1962)
- I tre della Croce del Sud (Donovan's Reef) (1963)

### Wes Anderson (1996-in corso)
Il regista Wes Anderson è noto per i suoi lunghi sodalizi regista-attore e per aver lavorato in 3 film con la moglie e costume designer Juman Malouf (che ha dato anche la voce al personaggio di Agnes in Fantastic Mr. Fox) e con il fratello Eric Chase Anderson, illustratore, che ha collaborato ed è comparso come cameo in 5 dei suoi film.
- Wes Anderson / Bill Murray
  - Rushmore (1998)
  - I Tenenbaum (2001)
  - Le avventure acquatiche di Steve Zissou (2004)
  - Il treno per il Darjeeling (2007)
  - Fantastic Mr. Fox (2009)
  - Moonrise Kingdom - Una fuga d'amore (2012)
  - Grand Budapest Hotel (2014)
  - L'isola dei cani (2017)
  - The French Dispatch (2021)
  - The Missing Bill Murray part in "Asteroid City" (2023)
- Wes Anderson / Jason Schwartzman
  - Rushmore (1998)
  - Hotel Chevalier (2007)
  - Il treno per il Darjeeling (2007)
  - Fantastic Mr. Fox (2009)
  - Moonrise Kingdom - Una fuga d'amore (2012)
  - Grand Budapest Hotel (2014)
  - The French Dispatch (2021)
  - Asteroid City (2023)
  - The Missing Bill Murray part in "Asteroid City" (2023)
- Wes Anderson / Owen Wilson
  - Un colpo da dilettanti (1998)
  - I Tenenbaum (collaborazione anche nella sceneggiatura) (2001)
  - Le avventure acquatiche di Steve Zissou (2004)
  - Il treno per il Darjeeling (2007)
  - Fantastic Mr. Fox (2009)
  - Grand Budapest Hotel (2014)
  - The French Dispatch (2021)
- Wes Anderson / Edward Norton
  - Moonrise Kingdom - Una fuga d'amore (2012)
  - Grand Budapest Hotel (2014)
  - L'isola dei cani(2017)
  - The French Dispatch (2021)
  - Asteroid City (2023)
- Wes Anderson / Adrien Brody
  - Il treno per il Darjeeling (2007)
  - Fantastic Mr. Fox (2009)
  - Grand Budapest Hotel (2014)
  - The French Dispatch (2021)
  - Asteroid City (2023)
- Wes Anderson / Luke Wilson
  - Un colpo da dilettanti (1996)
  - Rushmore (1998)
  - I Tenenbaum (2001)
- Wes Anderson / Andrew Wilson
  - Un colpo da dilettanti (1996)
  - Rushmore 1998
- Wes Anderson / Anjelica Huston
  - I Tenenbaum (2001)
  - Le avventure acquatiche di Steve Zissou (2004)
  - Il treno per il Darjeeling (2007)
  - The French Dispatch (2021)
- Wes Anderson / Tilda Swinton
  - Moonrise Kingdom - Una fuga d'amore (2012)
  - Grand Budapest Hotel (2014)
  - L'isola dei cani (2017)
  - The French Dispatch (2021)
  - Asteroid City (2023)
- Wes Anderson / Willem Dafoe
  - Le avventure acquatiche di Steve Zissou (2004)
  - Fantastic Mr. Fox (2009)
  - Grand Budapest Hotel (2014)
  - The French Dispatch (2021)
  - Asteroid City (2023)
- Wes Anderson / Frances McDormand
  - Moonrise Kingdom - Una fuga d'amore (2012)
  - L'isola dei cani(2017)
  - The French Dispatch (2021)
- Wes Anderson / Bob Balaban
  - Moonrise Kingdom - Una fuga d'amore (2012)
  - Grand Budapest Hotel (2014)
  - L'isola dei cani(2017)
  - Asteroid City (2023)
- Wes Anderson / Harvey Keitel
  - Moonrise Kingdom - Una fuga d'amore (2012)
  - Grand Budapest Hotel (2014)
  - L'isola dei cani(2017)
- Wes Anderson / Jeff Goldblum
  - Le avventure acquatiche di Steve Zissou (2004)
  - Grand Budapest Hotel (2014)
  - L'isola dei cani(2017)
  - Asteroid City (2023)
- Wes Anderson / Ralph Fiennes
  - Grand Budapest Hotel (2014)
  - La meravigliosa storia di Henry Sugar (2023)
  - Il cigno (2023)
  - Il derattizzatore (2023)
  - Veleno (film 2023) (2023)

### Sofia Coppola
Sofia Coppola / Kirsten Dunst
- Il giardino delle vergini suicide (1999)
- Marie Antoinette (2006)
- Bling Ring (2013)
- L’inganno (2017)

### Christopher Nolan
Christopher Nolan ha impiegato spesso Michael Caine nei suoi film (7 totali), oltre a suo zio John, anche Tom Hardy e Cillian Murphy. Nolan è in ottimi rapporti con gli ultimi due, per cui ha speso più volte elogi, ricambiati dagli attori.
Christopher Nolan / Michael Caine
- Batman Begins (2005)
- The Prestige (2006)
- Il cavaliere oscuro (2008)
- Inception (2010)
- Il cavaliere oscuro - Il ritorno (2012)
- Interstellar (2014)
- Dunkirk (2017, narratore)
- Tenet (2020)

Christopher Nolan / Christian Bale
- Batman Begins (2005)
- The Prestige (2006)
- Il cavaliere oscuro (2008)
- Il cavaliere oscuro - Il ritorno (2012)

Christopher Nolan / Marion Cotillard
- Inception (2010)
- Il cavaliere oscuro - Il ritorno (2012)

Christopher Nolan / Tom Hardy
- Inception (2010)
- Il cavaliere oscuro - Il ritorno (2012)
- Dunkirk (2017)

Christopher Nolan / Larry Holden
- Memento (2000)
- Insomnia (2002)
- Batman Begins (2005)

Christopher Nolan / Cillian Murphy
- Batman Begins (2005)
- Il cavaliere oscuro (2008)
- Inception (2010)
- Il cavaliere oscuro - Il ritorno (2012)
- Dunkirk (2017)
- Oppenheimer (2023)

Christopher Nolan / John Nolan
- Following (1998)
- Batman Begins (2005)
- Il cavaliere oscuro - Il ritorno (2012)
- Dunkirk (2017)

Christopher Nolan / Martin Donovan
- Insomnia (2002)
- Tenet (2020)

### Denis Villeneuve / Jake Gyllenhaal
- Prisoners (2013)
- Enemy (2013)

### Paolo Sorrentino / Toni Servillo
Il regista premio Oscar 2014 per il Miglior Film Straniero ha collaborato con l'attore napoletano Toni Servillo in 7 dei suoi 13 lungometraggi:
- L'uomo in più (2001)
- Le conseguenze dell'amore (2004)
- Sabato, Domenica e lunedì – film TV (2005)
- Il divo (2008)
- La grande bellezza (2013)
- Loro (2018)
- È stata la mano di Dio (2021)

### Bill Condon / Ian McKellen
Il regista newyorkese ha collaborato con l'attore britannico in quattro occasioni:
- Demoni e dei (1998)
- Mr. Holmes - Il mistero del caso irrisolto (2015)
- La bella e la bestia (2017)
- L'inganno perfetto (2019)

### Massimiliano Bruno
Il regista romano ha fatto almeno un cameo o un ruolo secondario in ogni pellicola da lui diretta. Oltre a ciò, sono diversi gli attori che hanno collaborato con lui in più di una pellicola, in particolare:
- Con Alessandro Gassman
  - Viva l'Italia (2012)
  - Gli ultimi saranno ultimi (2015)
  - Beata ignoranza (2017)
  - Non ci resta che il crimine (2019)
  - Ritorno al crimine (2021)
- Con Marco Giallini
  - Confusi e felici (2014)
  - Beata ignoranza (2017)
  - Non ci resta che il crimine (2019)
  - Ritorno al crimine (2021)
  - C'era una volta il crimine (2022)

### Kenneth Branagh
Il regista britannico, che ha interpretato un ruolo (nella maggior parte dei casi, da protagonista) in quasi ciascuno dei propri film da regista, ha anche collaborato più volte con vari attori, le principali "coppie" che si sono formate sono:
- Con Judi Dench
  - Enrico V (1989)
  - Hamlet (1996)
  - Assassinio sull'Orient Express (2017)
  - Casa Shakespeare (2018)
  - Artemis Fowl (2020)
  - Belfast (2021)
- Con Emma Thompson
  - Enrico V (1989)
  - L'altro delitto (1991)
  - Gli amici di Peter (1992)
  - Molto rumore per nulla (1993)
- Con Derek Jacobi
  - Enrico V (1989)
  - L'altro delitto (1991)
  - Hamlet (1996)
  - Cenerentola (2015)
  - Assassinio sull'Orient Express (2017)

### Darren Aronofsky e Mark Margolis
La collaborazione tra Aronofsky e Margolis è molto duratura e prolifica, con Margolis partecipe in 6 degli 8 film del regista newyorkese sin dal suo debutto.
- Pi - Il teorema del delirio (1998)
- Requiem for a Dream (2000)
- The Fountain - L'albero della vita (2006)
- The Wrestler (2008)
- Il cigno nero (2010)
- Noah (2014)

### Nanni Moretti
- Con Silvio Orlando
  - Palombella rossa (1989)
  - Il portaborse (1991), regia di Daniele Luchetti
  - Aprile (1998)
  - La stanza del figlio (2001)
  - Il caimano (2006)
  - Il sol dell'avvenire (2023)
- Con Margherita Buy
  - Il caimano (2006)
  - Habemus Papam (2011)
  - Mia madre (2015)
  - Tre piani (2021)
  - Il sol dell'avvenire (2023)
- Con Marco Messeri
  - La messa è finita (1985)
  - Palombella rossa (1989)
  - Aprile (1998)
- Con Vincenzo Salemme
  - Sogni d'oro (1981)
  - Bianca (1984)
  - La messa è finita (1985)
- Con Laura Morante
  - Sogni d'oro (1981)
  - Bianca (1984)
  - La stanza del figlio (2001)
- Con Jasmine Trinca
  - La stanza del figlio (2001)
  - Il caimano (2006)
  - Il sol dell'avvenire (2023)

### Paul Thomas Anderson
- Con Philip Seymour Hoffman
  - Sydney (1996)
  - Boogie Nights - L'altra Hollywood (1997)
  - Magnolia (1999)
  - Ubriaco d'amore (2002)
  - The Master (2012)
- Con Philip Baker Hall
  - Sydney (1996)
  - Boogie Nights - L'altra Hollywood (1997)
  - Magnolia (1999)
- Con John C. Reilly
  - Sydney (1996)
  - Boogie Nights - L'altra Hollywood (1997)
  - Magnolia (1999)
  - Licorice Pizza (2021)
- Con Daniel Day-Lewis
  - Il petroliere (2007)
  - Il filo nascosto (2017)

## Altri casi
In molti casi vi sono state collaborazioni proficue tra celebri registi e attori, vero punto di forza di molte pellicole o di serie. Tra le più celebri:
- Il sodalizio tra David Lean e Alec Guinness durato 36 anni (da Grandi speranze del 1946, fino a Passaggio in India del 1984) ha prodotto 6 film, di cui almeno 3 grandissimi successi internazionali tra gli anni cinquanta e sessanta, i colossal Il ponte sul fiume Kwai (1957), Lawrence d'Arabia (1962) e Il dottor Živago (1965). Anche grazie alle magnetiche interpretazioni di Guinness, nei primi due casi Lean ha ricevuto l'Oscar al miglior regista;
- Greta Garbo è stata diretta 7 volte da Clarence Brown, ad esempio, in Anna Karenina;
- Ingrid Bergman ha interpretato ruoli in 6 film di Gustaf Molander ed ha recitato altre 6 volte diretta da Roberto Rossellini;
- Tom Hanks ha lavorato spesso con gli stessi registi: 5 volte con Ron Howard (Splash - Una sirena a Manhattan (1984), Apollo 13 (1995), Il codice da Vinci (2006), Angeli e demoni (2009) e Inferno (2016) e 5 volte con Steven Spielberg, in Salvate il soldato Ryan (1998), Prova a prendermi (2002), The Terminal (2004), Il ponte delle spie (2015) e The Post (2017);
- Il regista turco Ferzan Özpetek ha scelto la connazionale Serra Yılmaz, quale attrice non protagonista, per 7 dei suoi 13 lungometraggi: Harem Suare (1999), Le fate ignoranti (2001), La finestra di fronte (2003), Saturno contro (2007), Un giorno perfetto (2008), Rosso Istanbul (Istanbul Kirmizisi) (2017), La dea fortuna (2019).
- L'attore argentino Ricardo Darín ha collaborato quattro volte con Juan José Campanella (El mismo amor, la misma lluvia; El hijo de la novia; Luna de Avellaneda; El secreto de sus ojos) e tre con Sebastián Borensztein (Un cuento chino; Kóblic; La Odisea de los Giles).
- Philippe Le Guay / Fabrice Luchini (4 film)